# Frische Nehrung

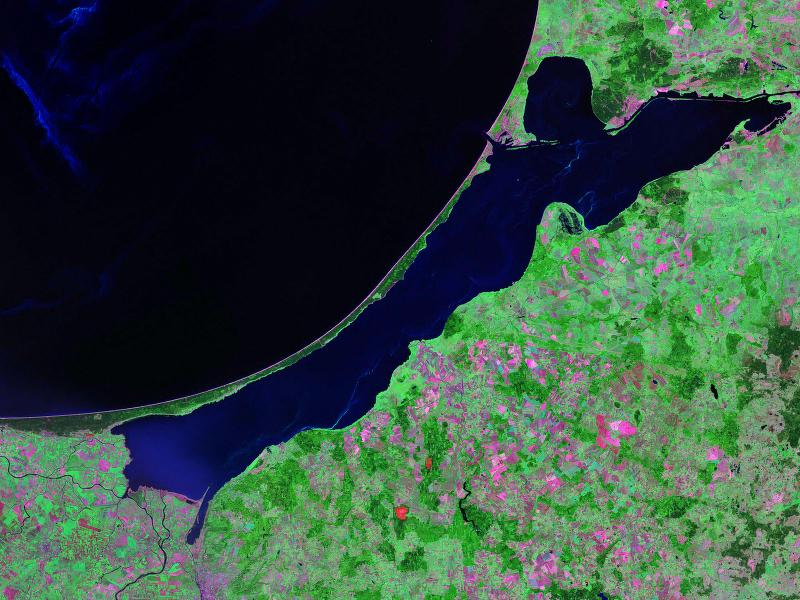
Landsatbild över Frische Nehrung

Frische Nehrung (etablerat namn på svenska saknas; polska: Mierzeja Wiślana; ryska: Балтийская коса, Baltijskaja kosa), vars ryska del kallas Baltiska näset, är det 65 kilometer långa och mellan 600 m och 2 km breda näs som skiljer Frisches Haff från Gdańskbukten.
Näset delas på mitten av gränsen mellan Polen och den ryska exklaven Kaliningrad oblast. Det finns ingen gränsövergång mellan näsets polska och dess ryska del.

## Historia
Fram till 1200-talet fanns det naturliga passager från Frisches Haff genom näset till resten av Östersjön. I och med att passagerna täpptes till på naturlig väg, minskade staden Elblągs betydelse som handelshamn.
År 2022 öppnades en grävd kanal genom den polska delen av näset. Tidigare var den enda direkta förbindelsen Frisches Haff hade med Östersjön vid staden Baltijsk i Kaliningradenklaven.

## Näsets polska del
På näset ligger de fyra naturreservaten Ptasi Raj, Mewia Łacha, Kąty Rybackie och Buki Mierzei Wiślanej. Här finns även turistorten Krynica Morska, som omnämndes för första gången 1424, exploaterades på 1840-talet och fick stadsprivilegium 1991. Näsets huvudort Stegna har en 13 km lång badstrand, en 1600-talskyrka och flera pensionat och campingplatser.
År 2019 började en kanal byggas genom den polska delen av näset. Kanalen öppnades för trafik i september 2022. Kanalen gör det möjligt för fartyg att ta sig till och från Frisches Haff/Zalew Wislany utan att gå in på ryskt territorialvatten.

## Näsets ryska del
Bebyggelsen koncentrerar sig till samhällena Kosa och Rybatjij på näsets yttersta spets inom synhåll från Baltijsk på fastlandssidan. Transportsituationen är numera mer eller mindre stabil. Fotgängare kan gratis ta sig över vattnet med reguljärbåt en gång i timmen. Något mera sällan går det bilfärjor till näset. På 1990-talets mitt rådde sådana problem med finansieringen av båt- och färjeförbindelserna, att näsets invånare tidvis inte hade tillgång till skolor, post, avfallshantering och medicin.
Det är över 50 år sedan man tog emot turister på Baltiska näset. Nu[när?] har det mindre än tusen invånare. Fram till 1990-talets mitt var det svårt att få inresetillstånd till Baltijsk-regionen, vartill näset hör, men numera kan alla med ryskt pass resa dit. Till skillnad från Kuriska näset, som drar turister av kulturella skäl, kan Baltiska näset locka med sin vildmark och sina badstränder och skogar. På och kring näset finns även rester av en militärbas med flygplats. Vid näsets nordligaste spets finns det även en smalspårig järnväg, som är i drift.